# Piattaforma di ghiaccio Getz
La piattaforma di ghiaccio Getz è una piattaforma glaciale lunga circa 30 km e larga 100 che costeggia le coste di Hobbs e di Bakutis, fra il promontorio Hanessian e la penisola Martin, nella Terra di Marie Byrd, in Antartide.

La piattaforma riceve il flusso glaciale del ghiacciaio Johnson, del ghiacciaio DeVicq e di altri, e trattiene al suo interno, parzialmente o per intero, diverse grandi isole, tra cui l'isola Dean, l'isola Wright, l'isola Grant e l'isola Shepard.

## Storia
La regione della piattaforma situata ad ovest dell'isola Siple fu scoperta dal Programma Antartico degli Stati Uniti d'America (in inglese United States Antarctic Program, USAP) nel dicembre del 1940. La parte ad est dell'isola fu invece mappata per la prima volta grazie a fotografie aeree scattate dalla Marina militare degli Stati Uniti d'America (USN) durante l'operazione Highjump nel 1946-47. Infine, l'intera piattaforma venne mappata dallo United States Geological Survey sempre grazie a fotografie aeree della USN nel 1962-65. 
La struttura fu battezzata dal Comitato consultivo dei nomi antartici (in inglese Advisory Committee on Antarctic Names, US-ACAN) in onore di George F. Getz di Chicago, Illinois, che aveva aiutato a reperire gli idrovolanti per la spedizione.

## Mappa
Nelle immagini sottostanti è possibile vedere la quasi totale estensione della piattaforma Getz, dal promontorio Hanessian alla penisola Martin.

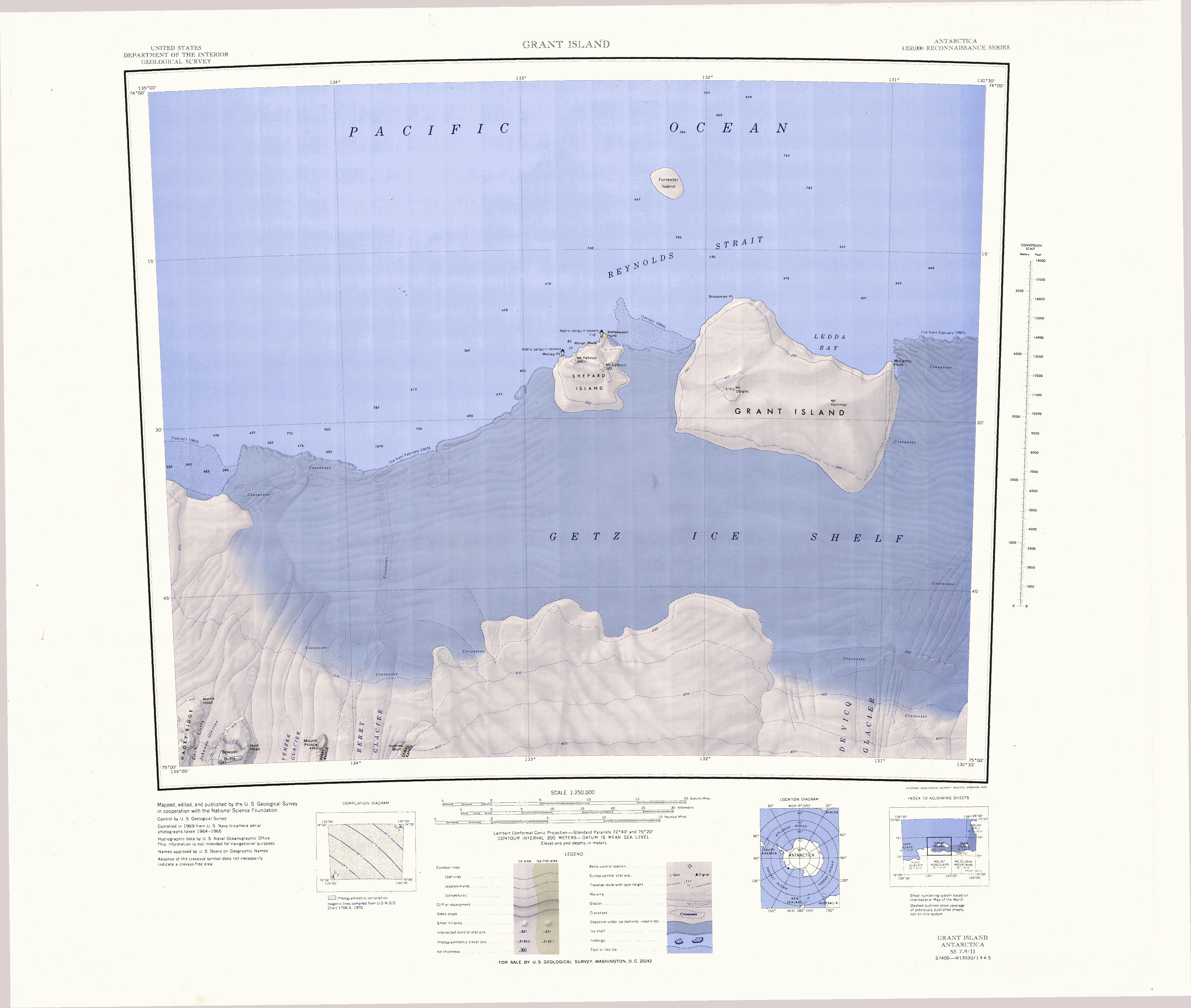
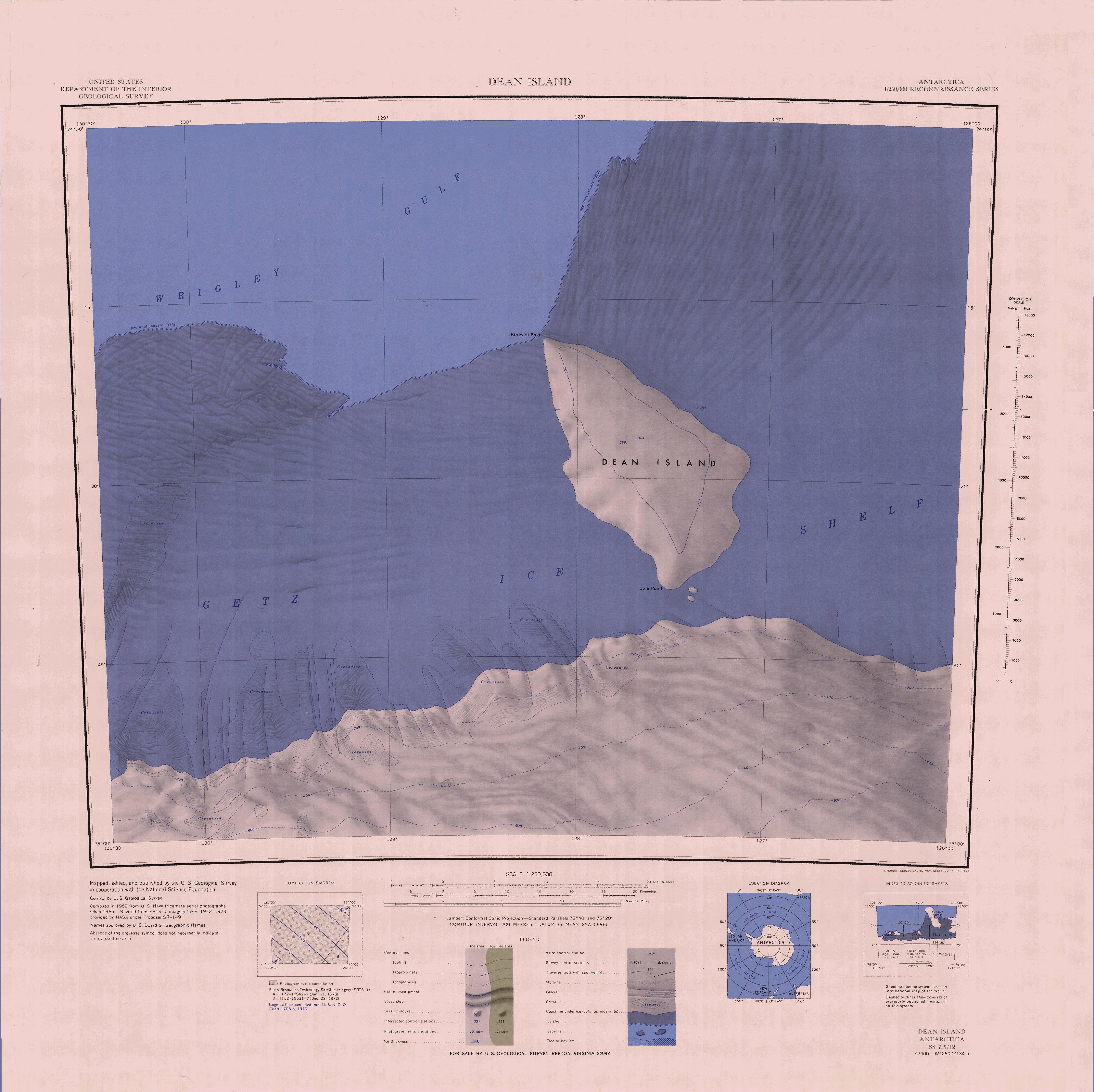
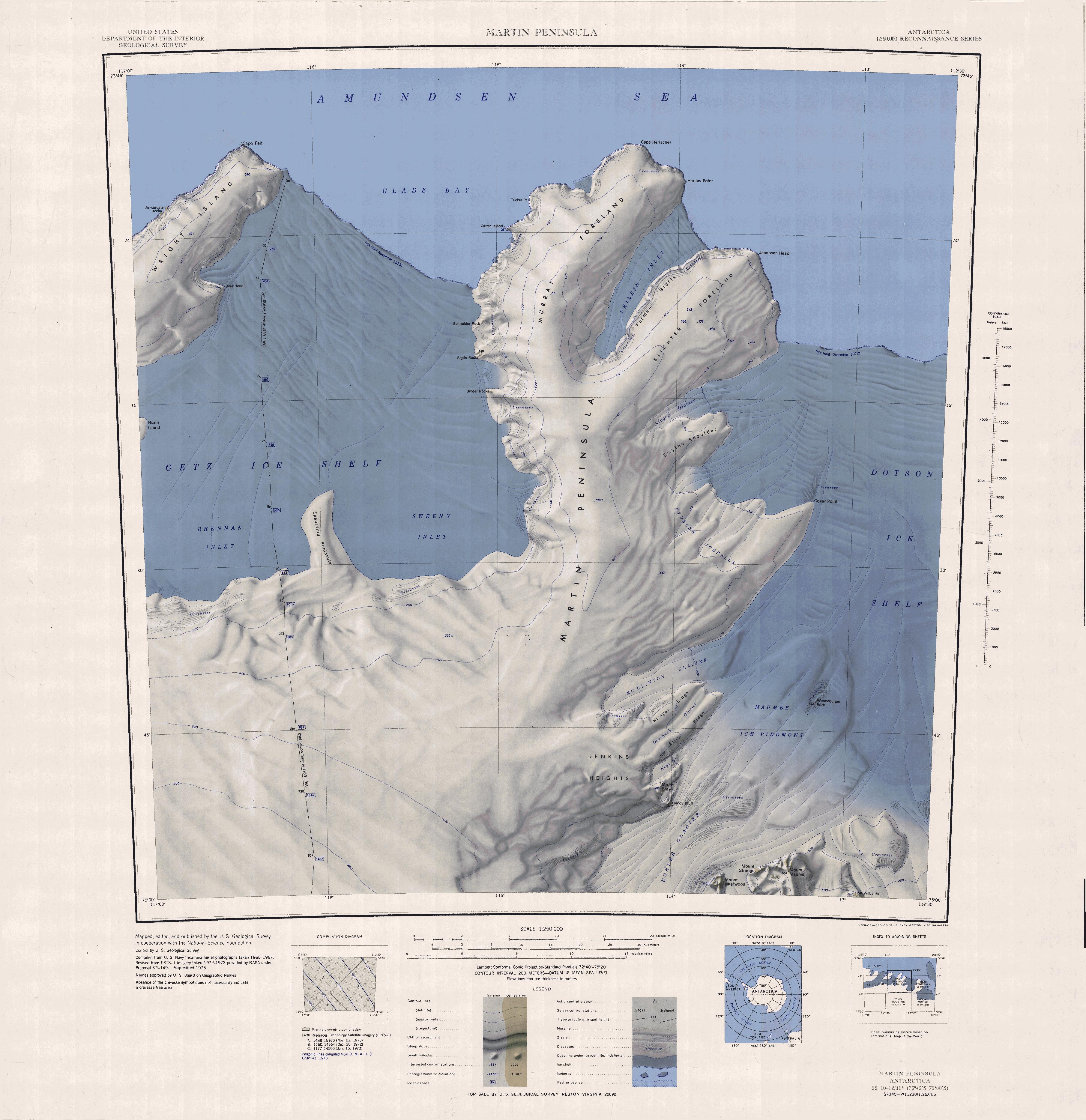